# Agathis montana
Agathis montana är en stekelart som beskrevs av Shestakov 1932. Agathis montana ingår i släktet Agathis och familjen bracksteklar. Inga underarter finns listade i Catalogue of Life.